# 沙力站
沙力站是位于内蒙古自治区牙克石市沙力村的一个铁路车站，邮政编码22181。车站建于1987年，有滨洲铁路经过该站，现办理客运业务，不办理货运业务，车站及其上下行区间均未电气化。车站距离哈尔滨站546公里，隶属哈尔滨铁路局，是五等站。